# Lake Clearwater (See)
Der Lake Clearwater, in Māori: Te Puna a Taka, ist ein See in der Region Canterbury auf der Südinsel von Neuseeland.

## Geographie
Der Lake Clearwater befindet sich rund 1,5 km nördlich der Harper Range und rund 8 km südöstlich der Potts Range, administrativ im Ashburton District liegend. Mit einer Flächenausdehnung von 2,03 km² erstreckt sich der See über eine Länge von rund 3,8 km in Ost-West-Richtung und einer maximalen Breite von rund 1,1 km in Nord-Süd-Richtung.
In dem auf einer Höhe von 667 m liegendem See befindet sich in der nördlichen Mitte des Sees eine nicht näher bezeichnete, rund 3,3 Hektar große, zum Teil bewaldete Insel. Auf der südlich gegenüberliegenden Uferseite liegt die kleine Ortschaft Lake Clearwater, die sich genau zwischen dem See und dem südlich angrenzenden See Lake Camp befindet.
Der Lake Clearwater wird von dem Cradock Stream, dem Kenneth Creek und verschiedene kleine weitere Bäche gespeist und besitzt seinen Abfluss über den Lambies Stream am östlichen Ende des Sees.

## Wanderwege
Zum und um den See herum existieren einige Wanderwege, wie der Lake Clearwater Circuit, der Lake Clearwater to Mount Guy summit oder der Lake Clearwater to Mystery Lake.